# Бусо II фон дер Шуленбург
Бусо II фон дер Шуленбург (на немски: Busso II von der Schulenburg, Ritter; * ок. 1449; † сл. 1502/сл. 1508) е рицар от „Бялата линия“ на благородническия род фон дер Шуленбург. Децата му имат титлата граф.
Той е син на рицар Бусо I фон дер Шуленбург († 1475/1477) и втората му съпруга Армгард Елизабет фон Алвенслебен. Внук е на рицар Фриц I фон дер Шуленбург († сл. 1415) и Хиполита фон Ягов.
Потомък е на Вернерус де Скуленбурх († сл. 1238) и на рицар Вернер II фон дер Шуленбург († сл. 1304). През 14 век синовете на Вернер II фон дер Шуленбург разделят фамилията в Алтмарк на две линии, рицар Дитрих II (1304 – 1340) основава „Черната линия“, по-малкият му брат рицар Бернхард I († сл. 1340) „Бялата линия“. Роднина е на Дитрих II († 1393), княжески епископ на Бранденбург (1366 – 1393), и на Кристоф фон дер Шуленбург (1513 – 1580), последният католически епископ на Ратцебург (1550 – 1554). Днес родът е от 22. генерация.
Брат е на неженените граф Георг II фон дер Шуленбург († сл. 1508) и граф Гебхард фон дер Шуленбург. По-малък полубрат е на граф Фриц IV фон дер Шуленбург († пр. 1510), Хенинг II фон дер Шуленбург († сл. 1499) и граф Албрехт II фон дер Шуленбург († сл. 1496).

## Фамилия
Бусо II фон дер Шуленбург се жени за Катарина фон Айхщет?. Те имат осем деца:
Те имат деца:
- Армгард фон дер Шуленбург
- Армгард фон дер Шуленбург († 1551), омъжена I. за Хенинг фон Крахт († 1526), II. за Бусо фон Алвенслебен
- Катарина фон дер Шуленбург († сл. 1577), омъжена за Егерт фон Квицов († 1535?)
- Матиас II фон дер Шуленбург (* пр. 1536)
- Бусо IV фон дер Шуленбург († сл. 1536), женен за Анна фон дер Марвиц; има пет деца
- Ханс VIII фон дер Шуленбург († 1558/1568), граф, женен за Анна фон Финеке († сл. 1568); има девет деца
- Кристоф II фон дер Шуленбург († 1537), женен за Клара фон Ранцау († 1593); има пет деца
- Албрехт фон дер Шуленбург († 1492)